# Жондорский район
Жондорский район (или Джандарский, тума́н; узб. Jondor tumani / Жондор тумани) — район в Бухарской области Узбекистана. Административный центр — городской посёлок Жондор.

## История
Был образован в 1930-е годы под названием Свердловский район. В 1963 году район был упразднён, а в 1967 году восстановлен.
В 1992 году переименован в Жондорский район (иногда используется название Джандарский район).
В районе расположены 62 археологических и 14 архитектурных памятника культурного наследия Узбекистана. Самыми известными из них считаются: древнее городище Варахша и архитектурные памятники мазара Кыз-биби.

## Административно-территориальное деление
По состоянию на 1 января 2011 года, в состав района входят:
- 9 городских посёлков:

1. Жондор
2. Бурибоги
3. Далмун
4. Кулиён
5. Самончук
6. Табагар
7. Ушот
8. Хазорман
9. Чорзона

- 13 сельских сходов граждан:

1. Алели
2. Дальмун
3. Кароли
4. Лола
5. Мирзоён
6. Навработ
7. Охших
8. Пулоти
9. Ромиш
10. Самончук
11. Сепатта
12. Хумданак
13. Хумин

## Экономика
В районе развиты текстильная (изготовление пряжи, нетканых материалов, волокон) и пищевая (консервированная плодоовощная продукция, вино) промышленность, производство строительных материалов и сельское хозяйство (шелководство).